# Biserica reformată din Baia Mare
Biserica reformată din Baia Mare (în maghiară Híd utcai református templom)  este un monument istoric aflat pe teritoriul municipiului Baia Mare.

## Galerie

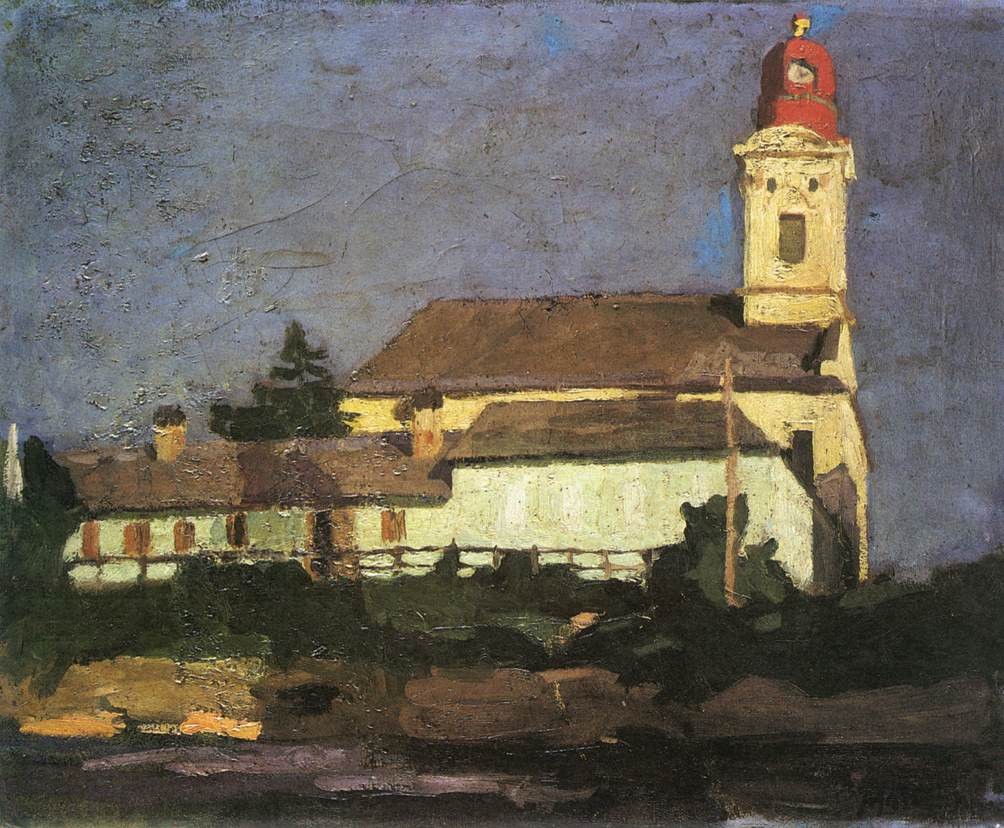
Jenő Maticska, Biserica reformată de pe Ulița Podului
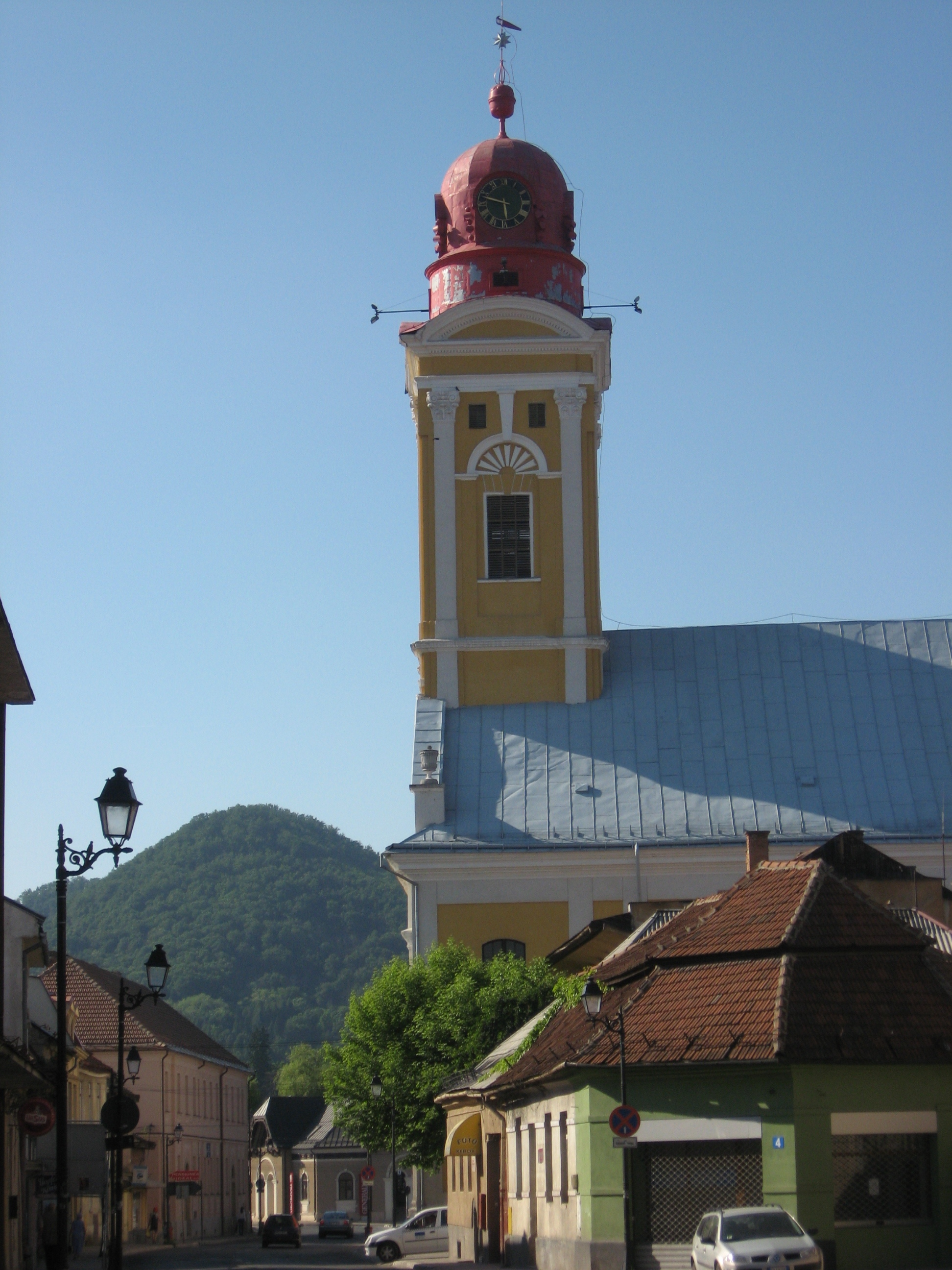
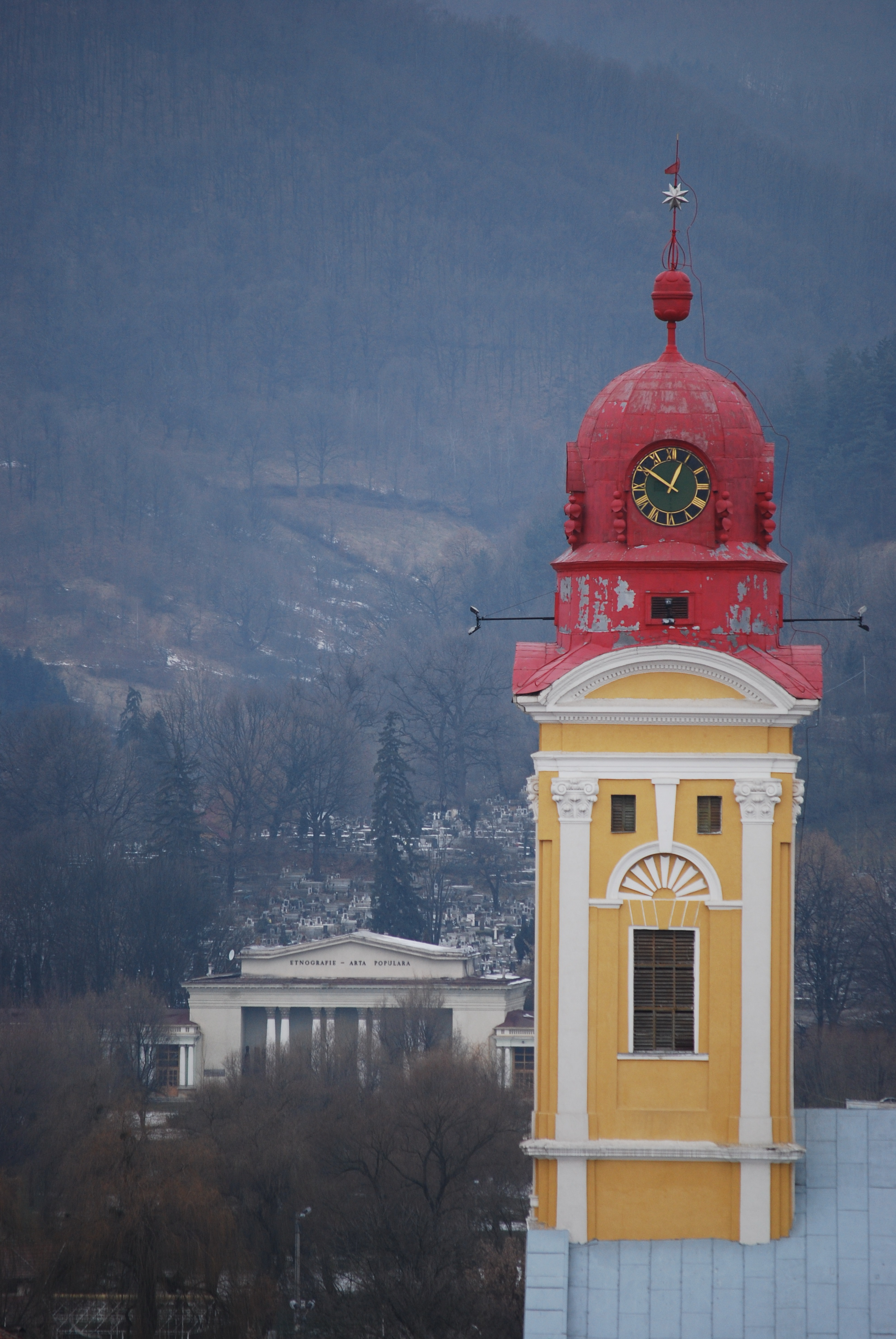
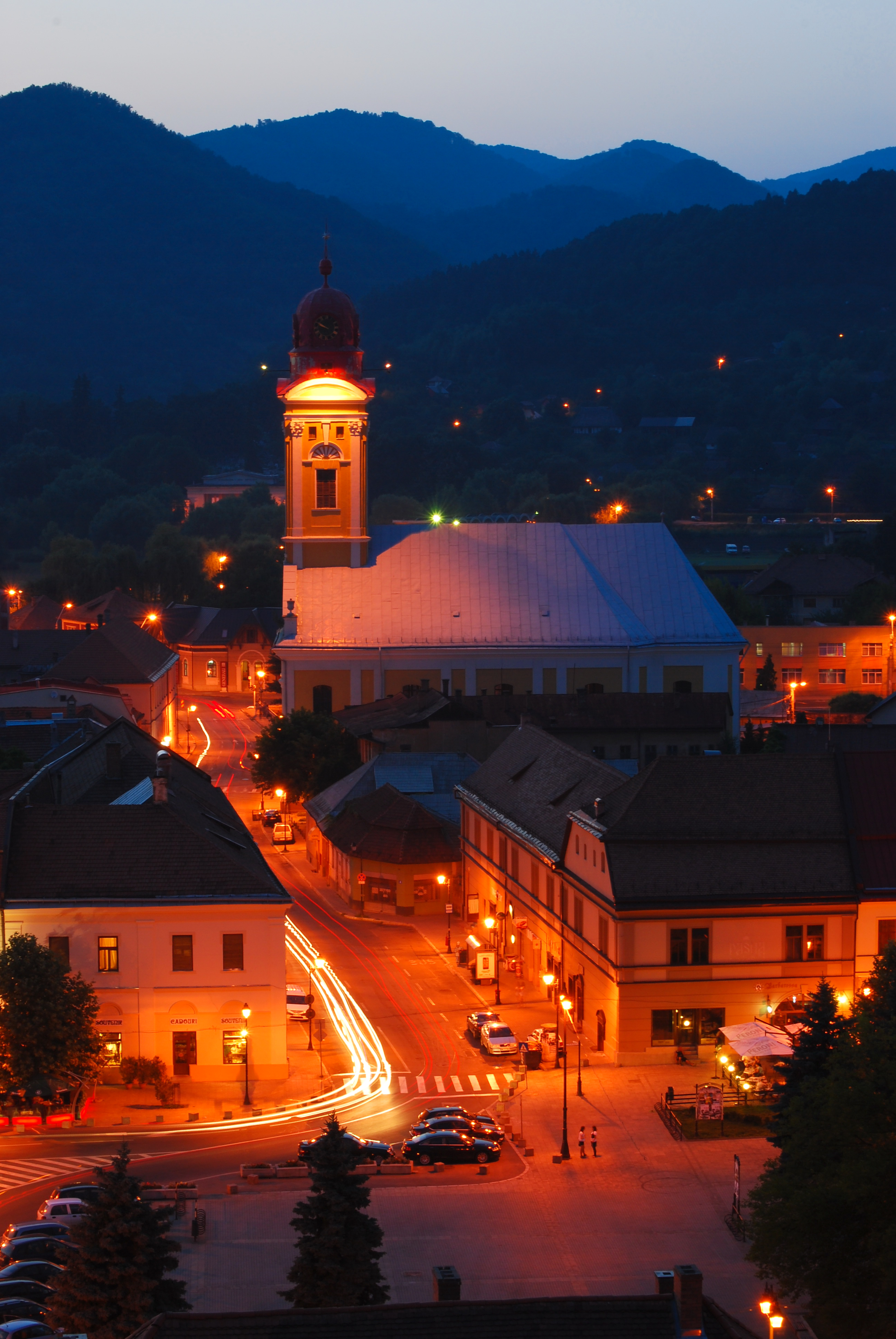